# 1568
Il 1568 (MDLXVIII in numeri romani) è un anno bisestile del XVI secolo.

## Eventi
- Inizia il periodo Azuchi-Momoyama in Giappone.
- Álvaro de Mendaña scopre le Isole Salomone.
- 17 febbraio – Pace di Adrianopoli: Gli ottomani offrono un tributo agli asburgici.
- 8 marzo – Monaco di Baviera: alcuni cortigiani mettono in scena la prima commedia dell'arte.
- 23 marzo – Pace di Longjumeau a conclusione della battaglia di Saint Denis. Con essa veniva rinnovato l'editto di Amboise, confermando libertà e privilegi per gli Ugonotti, e si chiudeva la seconda guerra civile francese nella stagione compresa nella seconda metà del Cinquecento.
- 2 maggio – Maria Stuarda scappa dal castello di Loch Leven.
- 13 maggio – Battaglia di Langside: le forze di Maria Stuarda vengono sconfitte da una confederazione di protestanti scozzesi sotto Giacomo Stewart, conte di Moray, suo fratellastro.
- 16 maggio – Maria Stuarda scappa in Inghilterra.
- 19 maggio – La Regina Elisabetta I di Inghilterra arresta Maria Stuarda, sua cugina.
- Inizia la guerra degli 80 anni.
  - 23 maggio – Battaglia di Heiligerlee: Le truppe di Luigi di Nassau, fratello di Guglielmo I di Orange, sconfiggono a Heiligerlee, nella signoria di Groninga, una piccola forza di fedeli al Duca di Arenberg che stava invadendo le Fiandre.
  - 21 luglio – Battaglia di Jemmingen: L'esercito spagnolo del Duca di Alba sconfigge del tutto l'esercito invasore di Luigi di Nassau nei Paesi Bassi.
- 18 agosto – Inizio della terza guerra religiosa in Francia dopo il fallimento, da parte dei seguaci del re, della cattura di Condé e Coligny, leader degli ugonotti.
- 5 ottobre – Guglielmo I d'Orange invade le Fiandre spagnole.
- 20 ottobre – Battaglia di Jodoigne: le forze spagnole del Duca di Alba distruggono la retroguardia di Orange. Orange abbandona l'offensiva.

### America del Nord
- 12 aprile – Una flotta di tre navi francesi, con 100 soldati guidati da Dominique de Gourgues, attacca la colonia spagnola di San Mateo (Carolina del Nord) con il sostegno di alcuni nativi. De Gourgues poi distrugge altri due piccoli avamposti spagnoli sulla bocca del fiume St. Johns (Florida) uccidendo tutti i prigionieri.

## Nati

### Gennaio
- 20 gennaio - Ventura Salimbeni, pittore e incisore italiano († 1613)
- 21 gennaio - Caterina di Nevers, nobile francese († 1629)
- 28 gennaio - Gustavo Vasa († 1607)

### Febbraio
- 11 febbraio - Honoré d'Urfé, scrittore francese († 1625)
- 14 febbraio - Cavalier d'Arpino, pittore italiano († 1640)

### Marzo
- 9 marzo - Luigi Gonzaga, gesuita e santo italiano († 1591)
- 16 marzo - Juan Martínez Montañés, scultore e pittore spagnolo († 1649)
- 25 marzo - Johannes Bureus, genealogista, antiquario e esoterista svedese († 1652)
- 25 marzo - Renea Burlamacchi, scrittrice italiana († 1641)
- 30 marzo - Henry Wotton, scrittore, poeta e diplomatico inglese († 1639)

### Aprile
- 5 aprile - Papa Urbano VIII, papa, vescovo cattolico e cardinale italiano († 1644)
- 13 aprile - Giovanni Domenico Caresana, pittore e stuccatore svizzero († 1619)
- 21 aprile - Federico II di Holstein-Gottorp, duca tedesco († 1587)
- 28 aprile - Teodosio II di Braganza, duca portoghese († 1630)

### Maggio
- 5 maggio - Alessandro d'Este, cardinale e vescovo cattolico italiano († 1624)
- 9 maggio - Guglielmo Caccia, pittore italiano († 1625)
- 11 maggio - Cristiano I di Anhalt-Bernburg, principe († 1630)
- 19 maggio - Leonora Dori Galigai, nobildonna italiana († 1617)
- 29 maggio - Virginia de' Medici, nobile italiana († 1615)

### Giugno
- 6 giugno - Sofia di Brandeburgo,  tedesca († 1622)
- 25 giugno - Gunilla Bielke, regina svedese († 1597)

### Luglio
- 7 luglio - Richard Burbage, attore teatrale britannico († 1619)

### Agosto
- 15 agosto - Zdenek Adalbert von Lobkowicz, nobile e politico ceco († 1628)
- 23 agosto - Antonia di Lorena, principessa francese († 1610)
- 27 agosto - Hercule de Rohan, nobile francese († 1654)

### Settembre
- 3 settembre - Adriano Banchieri, musicista, compositore e poeta italiano († 1634)
- 5 settembre - Tommaso Campanella, filosofo, teologo e poeta italiano († 1639)
- 7 settembre - Gabriele Caliari, pittore italiano († 1630)
- 13 settembre - Pompeo Caimo, medico italiano († 1631)
- 18 settembre - Ludovico Zuccolo, scrittore e politico italiano († 1630)

### Ottobre
- 2 ottobre - Marino Ghetaldi, matematico e scienziato dalmata († 1626)
- 12 ottobre - Onorio Longhi, architetto e poeta italiano († 1619)
- 29 ottobre - Agnolo Monosini, linguista e presbitero italiano († 1626)

### Novembre
- 18 novembre - Augusto I di Brunswick-Lüneburg, nobile e vescovo luterano tedesco († 1636)

### Dicembre
- 3 dicembre - Kuroda Nagamasa, militare giapponese († 1623)

### Senza giorno specificato
- Alessandro Albini, pittore italiano († 1646)
- Antonio Álvarez de Toledo y Beaumont, politico spagnolo († 1639)
- Richard Baker, scrittore inglese († 1645)
- Ippolito Borghese, pittore italiano
- Pieter Both, ammiraglio olandese († 1615)
- Zaccaria Boverio, religioso, storico e scrittore italiano († 1638)
- William Brewster, predicatore inglese († 1644)
- Jan Brueghel il Vecchio, pittore fiammingo († 1625)
- Michelangelo Buonarroti il Giovane, scrittore italiano († 1646)
- Celestino Colleoni, storico e predicatore italiano († 1635)
- Francesco Comandè, pittore italiano
- Henry Condell, attore teatrale britannico († 1627)
- Melchiorre Crescenzi, mecenate italiano († 1612)
- Date Shigezane, militare giapponese († 1646)
- Ludovico Della Chiesa, storico italiano († 1621)
- Giovanni Desideri, vescovo cattolico italiano († 1604)
- Emanuele del Portogallo, principe portoghese († 1638)
- Ennio Filonardi, vescovo cattolico italiano († 1644)
- Simeon Fox, medico inglese († 1642)
- Costantino Gaetani, religioso italiano († 1650)
- Agostino Gallarati, medico e fisico italiano († 1643)
- Girolamo Germano, gesuita, grecista e filologo italiano († 1632)
- Johannes Hartmann, chimico tedesco († 1631)
- Hashiba Hidekatsu, condottiero e militare giapponese († 1586)
- Arngrímur Jónsson, scrittore islandese († 1648)
- Francisco Laso de la Vega, generale spagnolo († 1640)
- Michael Maier, medico, alchimista e musicista tedesco († 1622)
- Cataldo Antonio Mannarino, poeta e storico italiano († 1621)
- Gervase Markham, poeta e scrittore inglese († 1637)
- Bernardino Monaldi, pittore italiano
- Manuel Esteban Muniera, vescovo cattolico spagnolo († 1631)
- Giuliano Nakaura, presbitero giapponese († 1633)
- Pietro Antonio Novelli, pittore e incisore italiano († 1625)
- Oda Katsunaga, militare giapponese († 1582)
- Isidoro Pentorio, vescovo cattolico italiano († 1622)
- Costanzo Pulcarelli, gesuita e umanista italiano († 1610)
- Monserrat Rosselló, giurista spagnolo († 1613)
- Edward Somerset, IV conte di Worcester, nobile inglese († 1628)
- Sō Yoshitoshi, militare giapponese († 1615)
- Takigawa Kazutoki, militare giapponese († 1603)
- Toyotomi Hidetsugu, militare giapponese († 1595)
- Utsunomiya Kunitsuna, militare giapponese († 1607)
- Anna Vasa, principessa polacca († 1625)
- Matteo Vecchiazzani, storico italiano († 1674)
- Marco Antonio Visconti Venosta, nobile, militare e politico italiano († 1627)
- Vittorio Zonca, inventore italiano († 1602)
- Juan de Espina, presbitero e musicologo spagnolo († 1642)
- Carlotta Caterina de La Trémoille, nobildonna francese († 1629)
- Pedro de las Cuevas, pittore spagnolo († 1635)
- Giovanni Ulrico di Eggenberg, nobile e politico († 1634)
- Enrico I di Orléans-Longueville, nobile francese († 1595)
- Joris van Spilbergen, navigatore, esploratore e ufficiale olandese († 1620)

## Morti

### Gennaio
- 6 gennaio - Clemente d'Olera, cardinale e vescovo cattolico italiano (n. 1501)
- 15 gennaio - Nicolaus Olahus, arcivescovo cattolico e alchimista ungherese (n. 1493)
- 16 gennaio - Magdalena Zeger, astronoma e astrologa tedesca (n. 1491)
- 25 gennaio - Guillaume Pellicier, diplomatico e vescovo cattolico francese
- 26 gennaio - Catherine Grey, nobile britannica (n. 1540)

### Febbraio
- 15 febbraio - Enrico di Brederode, nobile olandese (n. 1531)
- 18 febbraio - Gaspar Becerra, scultore e pittore spagnolo (n. 1520)

### Marzo
- 3 marzo - Charlotte de Laval, nobildonna francese (n. 1530)
- 19 marzo - Elizabeth Seymour, nobile inglese (n. 1518)
- 20 marzo - Alberto I di Prussia, nobile prussiano (n. 1490)
- 20 marzo - Anna Maria di Brunswick-Lüneburg, nobile (n. 1532)
- 24 marzo - Pandolfo della Stufa, politico italiano (n. 1500)

### Aprile
- 4 aprile - Alessandro Strozzi, vescovo cattolico italiano (n. 1516)
- 14 aprile - Bartolomé Sebastián de Aroitia, arcivescovo cattolico spagnolo
- 16 aprile - Guglielmo Grataroli, medico e filosofo italiano (n. 1516)
- 27 aprile - Onofrio Panvinio, storico italiano (n. 1530)
- 27 aprile - Giovanni Michele Saraceni, nobile e cardinale italiano (n. 1498)
- 30 aprile - Ludovico Simonetta, cardinale e vescovo cattolico italiano

### Maggio
- 6 maggio - Bernardo Salviati, cardinale e condottiero italiano (n. 1508)
- 13 maggio - Sofia di Pomerania, regina (n. 1498)
- 15 maggio - Anna di Lorena, principessa francese (n. 1522)
- 23 maggio - Giovanni di Ligne, nobile olandese (n. 1525)
- 30 maggio - Lorenzo Pagni, notaio, politico e diplomatico italiano (n. 1490)

### Giugno
- 3 giugno - Andrés de Urdaneta, esploratore e navigatore spagnolo (n. 1498)
- 5 giugno - Filippo di Montmorency, ammiraglio olandese
- 5 giugno - Lamoral di Egmont, nobile e condottiero fiammingo (n. 1522)
- 11 giugno - Enrico V di Brunswick-Lüneburg, tedesco (n. 1489)

### Luglio
- 6 luglio - Johannes Oporinus, umanista, medico e editore svizzero (n. 1507)
- 13 luglio - William Turner, medico, naturalista e presbitero britannico (n. 1508)
- 18 luglio - Ottaviano Preconio, arcivescovo cattolico italiano (n. 1502)
- 24 luglio - Don Carlos, principe spagnolo (n. 1545)
- 27 luglio - Gabriele Cesano, vescovo cattolico italiano (n. 1490)
- 29 luglio - Cesare Guasco, nobile e condottiero italiano

### Agosto
- 14 agosto - Stanislao Kostka, gesuita polacco (n. 1550)
- 15 agosto - Bernardino della Croce, vescovo cattolico svizzero (n. 1502)
- 21 agosto - Jean de la Valette, condottiero e presbitero francese (n. 1494)

### Settembre
- 7 settembre - Marcantonio Natta, giurista italiano
- 11 settembre - Vincenza Armani, attrice teatrale, poetessa e cantante lirica italiana (n. 1530)

### Ottobre
- 3 ottobre - Elisabetta di Valois, principessa francese (n. 1545)
- 3 ottobre - Giovanni Tancredi, teologo e francescano italiano
- 13 ottobre - Camillo Mantovano, pittore italiano
- 14 ottobre - Jacques Arcadelt, compositore fiammingo (n. 1507)
- 19 ottobre - Gaspare Capris, vescovo cattolico italiano
- 28 ottobre - Ashikaga Yoshihide, militare giapponese (n. 1538)
- 28 ottobre - Girolamo Gallarati, vescovo cattolico italiano

### Novembre
- 14 novembre - Francesco Abbondio Castiglioni, cardinale e vescovo cattolico italiano (n. 1523)
- 18 novembre - Ludovico II Pico della Mirandola, nobile e condottiero italiano (n. 1525)
- 19 novembre - Vitellozzo Vitelli, cardinale e vescovo cattolico italiano (n. 1532)
- 28 novembre - Martino Bernardini, mercante e nobile italiano (n. 1487)

### Dicembre
- 1º dicembre - Luigi Tansillo, poeta italiano (n. 1510)
- 9 dicembre - Fernando de Valdés y Salas, politico e vescovo spagnolo (n. 1483)
- 11 dicembre - Gianbernardino Scotti, cardinale e arcivescovo cattolico italiano (n. 1493)
- 13 dicembre - Giulio Cesare Pallavicino, militare e politico italiano
- 23 dicembre - Roger Ascham, scrittore e pedagogo inglese (n. 1515)
- 28 dicembre - Cristoforo di Württemberg, duca tedesco (n. 1515)
- 31 dicembre - Shimazu Tadayoshi, militare giapponese (n. 1493)

### Senza giorno specificato
- Lucia Albani Avogadro, poetessa italiana (n. 1534)
- Nero Alberti da Sansepolcro, intagliatore e poeta italiano (n. 1502)
- Amato Lusitano, medico e botanico portoghese (n. 1511)
- Maria d'Aragona, nobildonna italiana (n. 1503)
- Toribio de Benavente Motolinia, missionario e storico spagnolo (n. 1482)
- Pierre Bontemps, scultore francese (n. 1507)
- Pietro Giovanni Calvano, pittore italiano
- Alessandro Caravia, poeta italiano (n. 1503)
- Adamo Centurione, nobile italiano
- Ñuflo de Chaves, navigatore spagnolo (n. 1518)
- Girolamo Dente, pittore italiano (n. 1510)
- Ludovico Dolce, scrittore e grammatico italiano
- Ensapa Lobsang Döndrup, monaco buddhista tibetano (n. 1505)
- Lucas Gassel, pittore fiammingo (n. 1490)
- Willem Key, pittore fiammingo
- Antonio Morandi, architetto italiano (n. 1508)
- Nagao Fujikage, militare giapponese
- Nanni di Baccio Bigio, architetto italiano
- Antonio Numai, vescovo cattolico italiano
- Garcia de Orta, botanico portoghese (n. 1501)
- Juan de Ortega, matematico spagnolo (n. 1480)
- Vincenzo Pagani, pittore italiano
- Jöran Persson, politico svedese (n. 1530)
- Riccardo Perucolo, pittore italiano
- Girolamo Pittoni, scultore e architetto italiano (n. 1490)
- Ferrante Sanseverino, nobile italiano (n. 1507)
- Simon de Châlons, pittore francese (n. 1506)
- Stjepan Konzul Istranin, teologo croato (n. 1521)
- Bartolomeu Velho, cartografo portoghese
- Henrique I del Congo, re
- Johann Wilhelm von Fürstenberg, nobile tedesco (n. 1500)

## Calendario
| Calendario 1568 | Calendario 1568 | Calendario 1568 | Calendario 1568 | Calendario 1568 | Calendario 1568 | Calendario 1568 | Calendario 1568 | Calendario 1568 | Calendario 1568 | Calendario 1568 | Calendario 1568 | Calendario 1568 | Calendario 1568 | Calendario 1568 | Calendario 1568 | Calendario 1568 | Calendario 1568 | Calendario 1568 | Calendario 1568 | Calendario 1568 | Calendario 1568 | Calendario 1568 | Calendario 1568 | Calendario 1568 | Calendario 1568 | Calendario 1568 | Calendario 1568 | Calendario 1568 | Calendario 1568 | Calendario 1568 | Calendario 1568 | Calendario 1568 |
| --------------- | --------------- | --------------- | --------------- | --------------- | --------------- | --------------- | --------------- | --------------- | --------------- | --------------- | --------------- | --------------- | --------------- | --------------- | --------------- | --------------- | --------------- | --------------- | --------------- | --------------- | --------------- | --------------- | --------------- | --------------- | --------------- | --------------- | --------------- | --------------- | --------------- | --------------- | --------------- | --------------- |
|                 | 1               | 2               | 3               | 4               | 5               | 6               | 7               | 8               | 9               | 10              | 11              | 12              | 13              | 14              | 15              | 16              | 17              | 18              | 19              | 20              | 21              | 22              | 23              | 24              | 25              | 26              | 27              | 28              | 29              | 30              | 31              |                 |
| Gennaio         | Gi              | Ve              | Sa              | Do              | Lu              | Ma              | Me              | Gi              | Ve              | Sa              | Do              | Lu              | Ma              | Me              | Gi              | Ve              | Sa              | Do              | Lu              | Ma              | Me              | Gi              | Ve              | Sa              | Do              | Lu              | Ma              | Me              | Gi              | Ve              | Sa              |                 |
| Febbraio        | Do              | Lu              | Ma              | Me              | Gi              | Ve              | Sa              | Do              | Lu              | Ma              | Me              | Gi              | Ve              | Sa              | Do              | Lu              | Ma              | Me              | Gi              | Ve              | Sa              | Do              | Lu              | Ma              | Me              | Gi              | Ve              | Sa              | Do              |                 |                 |                 |
| Marzo           | Lu              | Ma              | Me              | Gi              | Ve              | Sa              | Do              | Lu              | Ma              | Me              | Gi              | Ve              | Sa              | Do              | Lu              | Ma              | Me              | Gi              | Ve              | Sa              | Do              | Lu              | Ma              | Me              | Gi              | Ve              | Sa              | Do              | Lu              | Ma              | Me              |                 |
| Aprile          | Gi              | Ve              | Sa              | Do              | Lu              | Ma              | Me              | Gi              | Ve              | Sa              | Do              | Lu              | Ma              | Me              | Gi              | Ve              | Sa              | Do              | Lu              | Ma              | Me              | Gi              | Ve              | Sa              | Do              | Lu              | Ma              | Me              | Gi              | Ve              |                 |                 |
| Maggio          | Sa              | Do              | Lu              | Ma              | Me              | Gi              | Ve              | Sa              | Do              | Lu              | Ma              | Me              | Gi              | Ve              | Sa              | Do              | Lu              | Ma              | Me              | Gi              | Ve              | Sa              | Do              | Lu              | Ma              | Me              | Gi              | Ve              | Sa              | Do              | Lu              |                 |
| Giugno          | Ma              | Me              | Gi              | Ve              | Sa              | Do              | Lu              | Ma              | Me              | Gi              | Ve              | Sa              | Do              | Lu              | Ma              | Me              | Gi              | Ve              | Sa              | Do              | Lu              | Ma              | Me              | Gi              | Ve              | Sa              | Do              | Lu              | Ma              | Me              |                 |                 |
| Luglio          | Gi              | Ve              | Sa              | Do              | Lu              | Ma              | Me              | Gi              | Ve              | Sa              | Do              | Lu              | Ma              | Me              | Gi              | Ve              | Sa              | Do              | Lu              | Ma              | Me              | Gi              | Ve              | Sa              | Do              | Lu              | Ma              | Me              | Gi              | Ve              | Sa              |                 |
| Agosto          | Do              | Lu              | Ma              | Me              | Gi              | Ve              | Sa              | Do              | Lu              | Ma              | Me              | Gi              | Ve              | Sa              | Do              | Lu              | Ma              | Me              | Gi              | Ve              | Sa              | Do              | Lu              | Ma              | Me              | Gi              | Ve              | Sa              | Do              | Lu              | Ma              |                 |
| Settembre       | Me              | Gi              | Ve              | Sa              | Do              | Lu              | Ma              | Me              | Gi              | Ve              | Sa              | Do              | Lu              | Ma              | Me              | Gi              | Ve              | Sa              | Do              | Lu              | Ma              | Me              | Gi              | Ve              | Sa              | Do              | Lu              | Ma              | Me              | Gi              |                 |                 |
| Ottobre         | Ve              | Sa              | Do              | Lu              | Ma              | Me              | Gi              | Ve              | Sa              | Do              | Lu              | Ma              | Me              | Gi              | Ve              | Sa              | Do              | Lu              | Ma              | Me              | Gi              | Ve              | Sa              | Do              | Lu              | Ma              | Me              | Gi              | Ve              | Sa              | Do              |                 |
| Novembre        | Lu              | Ma              | Me              | Gi              | Ve              | Sa              | Do              | Lu              | Ma              | Me              | Gi              | Ve              | Sa              | Do              | Lu              | Ma              | Me              | Gi              | Ve              | Sa              | Do              | Lu              | Ma              | Me              | Gi              | Ve              | Sa              | Do              | Lu              | Ma              |                 |                 |
| Dicembre        | Me              | Gi              | Ve              | Sa              | Do              | Lu              | Ma              | Me              | Gi              | Ve              | Sa              | Do              | Lu              | Ma              | Me              | Gi              | Ve              | Sa              | Do              | Lu              | Ma              | Me              | Gi              | Ve              | Sa              | Do              | Lu              | Ma              | Me              | Gi              | Ve              |                 |